# Chironia peduncularis
Chironia peduncularis är en gentianaväxtart som beskrevs av John Lindley. Chironia peduncularis ingår i släktet Chironia och familjen gentianaväxter. Inga underarter finns listade i Catalogue of Life.